# Geraldo Lapenda
Geraldo Calábria Lapenda (Nazaré da Mata, Pernambuco, 6 de diciembre de 1925 — Recife, Pernambuco, 19 de diciembre de 2004) fue un filólogo y profesor universitario brasileño. 

## Vida

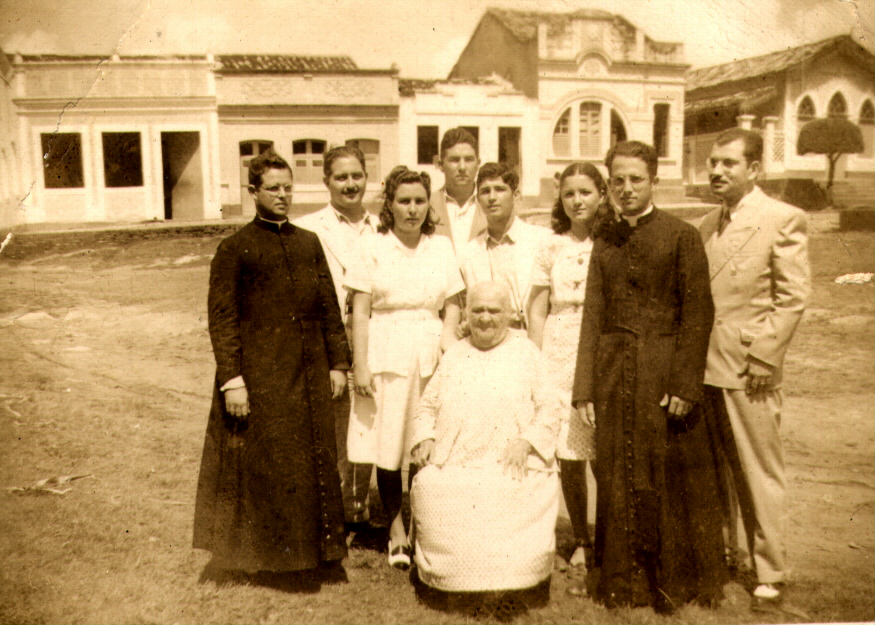
En Nazaré da Mata, com sus hermanos y su abuela materna (1946).

Hijo de José Spinelli Lapenda (Pepino) y Anna Calábria Lapenda, era el quinto de siete hermanos: Feliciano (Padre Lapendinha), José, María de la Conceição (Ceça), Pascoal (Lito) y Francisco de Assis, ya fallecidos, y María Ângela. Después de sus estudios más pequeños en Nazaré da Mata, fue para el Río de Janeiro, a los once años de edad, para proseguir sus estudios en el Seminario Arquidiocesano de San José, donde, además de sus estudios regulares en Humanidades (1937/1943), hizo el curso de Filosofía (1944/1946), con especialización en lengua griega, griego-bíblico y lengua hebraica. 
En la Pontifícia Universidad Gregoriana, en Roma, cursou Teología en el Pontifício Colegio Pio Brasileño, allí ingresando en noviembre de 1946, pero no concluyéndolo y retornando al Brasil en marzo de 1948. Su sueño, entonces, era a advocacia, pero los años de seminario lo conducirían, no por su gana, pero por la legislación educacional vigente, a la Facultad de Filosofía, Ciencias y Letras "Manuel de la Nóbrega", de la Universidad Católica de Pernambuco, donde se graduou en el bacharelado (1949/1951) y en la licenciatura (1952) en letras neo-latinas. 
Tenía inicio su vida de magistério y, como profesor de la recién-creada Facultad de Filosofía de Pernambuco, que futuramente integraría la Universidad del Recife, hoy Universidad Federal de Pernambuco, vino a conocer su esposa, María Clementina Barros Lapenda, con quien se casó en 20 de diciembre de 1952, pasando juntos 52 años, completados el día de su sepultamento. De esa unión, tres hijos: Ana Lúcia, Marcos José y Marcelo Lapenda. 
Consiguió, aún, realizar su antiguo sueño, graduando-si en Derecho por la Universidad Católica de Pernambuco (1968/1972), pero poco advogou, tan-solamente durante dos años. El "adicción" del magistério ya lo había tomado. 
En 1965, ganó una bolsa para, en el Uruguay, hacer el curso de Tipología Lingüística, en el 1º Instituto Lingüístico Latino-Americano (diciembre/1965 a enero/1966), promovido por el PILEI - Programa Interamericano de Lingüística y Enseñanza de Idiomas. 
Doutorou-si en Letras por la Universidad Federal de Pernambuco, obteniendo el título de Docente-Libre en Lingüística, mediante aprobación en concurso de títulos y pruebas, con la defensa de su tesis Aspectos Fonéticos del Hablar Nordestino (1977).

## Actividades docentes y administrativas

### Enseñanza fundamental y medio
- Colegio Israelí de Pernambuco (latín y inglés)
- Colegio León XIII (latín, inglés y francés)
- Colegio Salesiano del Sagrado Corazón (latín, inglés y español)
- Colegio de las Damas de la Instrucción Cristiana (portugués, inglés, filosofía de la educación y derecho y legislación – habiendo allí lecionado por casi treinta años)
- Instituto de Educación de Pernambuco (la Escuela Normal, para el cual se sometió, y fue aprobado, a su primer concurso de Cátedra, en 1952, defendiendo la tesis O Condicional no Sistema Verbal Latino, vino la ministrar latim y portugués)
- Colegio Santa María (inglés)
- Ginásio Pernambucano (Colegio Estadual de Pernambuco), para el cual, después de aprobación en concurso de títulos y pruebas (defendiendo la tesis Tendencia do Latim ao Analitismo), fue nombrado para la Cátedra de Latín, en 1957, disciplina que lecionou hasta su retirada de la reja curricular en la década de 1970. Igualmente fue profesor de portugués e inglés, así como vice-director (1956/1961), director (1961), miembro de la Congregação y del Consejo Técnico-Administrativo (1968/1974), dejando sus cuadros tan-solamente en 1983, al jubilarse.

### Enseñanza superior
Fue fundador del Curso de Letras de la Facultad de Filosofía de Pernambuco de la Universidad del Recife (actual Departamento de Letras de la Universidad Federal de Pernambuco) y era Profesor Titular de Lengua y Literatura Griega, ministrando, aún, aula en las siguientes disciplinas: lengua y literatura italiana (para la cual fue nombrado Profesor Asistente - 1950/1955), lengua y literatura latina, lengua portuguesa (en el curso de Medicina – 1973/1976), yendo-europeo (cursos extraordinarios promovidos por el Diretório Académico de la entonces denominada Facultad de Filosofía de Pernambuco – 1954/1955), métrica greco-latina (curso de Especialización en Teoría de la Literatura – 1973), fonética general y análisis fonológica (curso de Máster en Letras) y filología románica histórica (curso de Doutorado en Letras). En la Facultad de Filosofía del Recife (FAFIRE), en su Curso de Letras (1972/1980), lecionou lengua latina, lengua portuguesa, filología românica, lengua y literatura italiana y lengua inglesa y, en su Curso de Geografía, lengua tupí. En la Universidad Católica de Pernambuco lecionou lengua y literatura italiana (1953/1958). 
Lecionou, aún, métrica greco-latina en el Seminario Arquidiocesano de Olinda y Recife (1958/1960). 
En la Universidad Federal de Pernambuco ejerció cargos administrativos, habiendo sido elegido y nombrado jefe del Departamento de Letras (1976/1978), reelegido por unanimidad (1978/1980), y vice-rector (1980/1984), habiendo asumido el ejercicio del cargo de rector, en marzo de 1983, con el alejamiento del titular con ocasión de enfermedad y posterior falecimento, hasta la posesión en el nuevo rector, en noviembre del mismo año. Integró aún la lista sêxtupla para indicación del cargo de vice-rector (1971) y de rector (1983), siendo en esta última lo más votado. Igualmente fue miembro de incontables órganos colegiados. Fue coordinador del Curso de Letras de la entonces Facultad de Filosofía de Pernambuco (1965/1967) y subchefe pro tempore del Departamento de Letras del entonces Instituto de Letras (1969). 
En la Facultad de Filosofía del Recife (FAFIRE), fue jefe del Departamento de Letras (1975/1976). 
Formó parte, aún, de la comisión organizadora del 1º Congreso Brasileño de Crítica e Historia Literaria (1960), realizado en el Recife; el Consejo de Ciencia y Tecnología de Pernambuco y el Consejo Deliberativo del Centro de Desarrollo Empresarial de Pernambuco (1983); las comisiones regionales de Educación y de Energía de la Superintendência del Desarrollo del Nordeste (SUDENE) y el gran Jurado del Premio Moinho Santista. Y, en el periodo de 1990/1994, en la calidad de representante de las instituciones de enseñanza superior, el Consejo Consultivo de la Escuela Técnica Federal de Pernambuco, hoy denominada Centro Federal de Educación Tecnológica de Pernambuco. 
Participó activamente de la fundación de la Asociación Brasileña de Lingüística (ABRALIN), en la cual llegó a integrar su primer Consejo Director, y fomentando otras actividades de ámbito nacional y local y, aún, fue consultor científico de la Fundación de Apoyo al Desarrollo de la Universidad Federal de Pernambuco (FADE-UFPE).

## Escritos y realizaciones

### Publicaciones

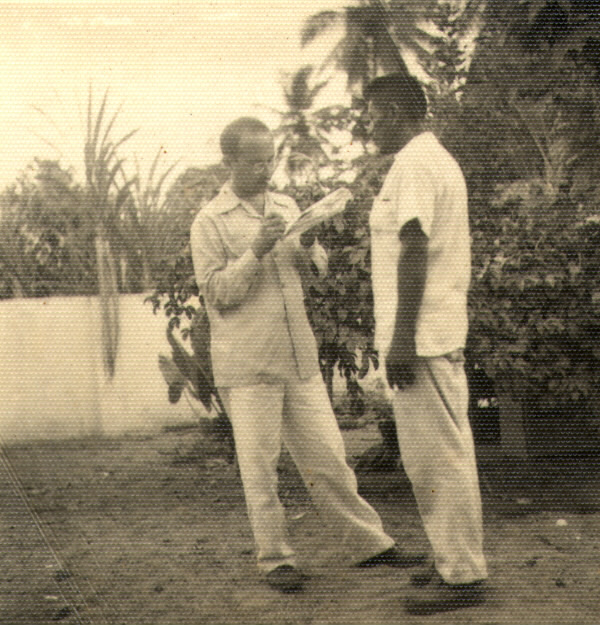
Geraldo Lapenda con o índio fulniô Lourenço (1952).

Además de las tesis defendidas en los concursos para Cátedra – O Condicional no Sistema Verbal Latino (Cátedra de Latín del Instituto de Educación de Pernambuco, 1952) y Tendência do Latim ao Analitismo (Cátedra de Latín del Colegio Estadual de Pernambuco, 1957) – y para la obtención del grado de Doctor en Letras (Aspectos Fonéticos do Falar Nordestino, 1977), realizó investigación de campo, que hube emprendido desde 1953, normatizando la gramática de la lengua iatê (o yatê), hablada por los indios fulniô, de Aguas Bellas (Yati-lyá, en la lengua fulniô), sertão de Pernambuco, publicando al final el trabajo Estrutura da Língua Iatê (Ed. Universitaria-UFPe, 1968), re-editado en 2005. Fue un trabajo para el cual despendera casi diez años de su vida, sin que existiera cualquier estudio anterior sobre aquella lengua para servirle de escopo y contando sólo con el auxilio de parcos y rudimentares equipamientos, lo que no lo impidió de concluir un trabajo pionero y de reconocida calidad en medio académico nacional e internacional. Periódicamente, recibía en su casa la visita de los indios, que muchas veces lo acompañaban su día-a-día para un mejor dominio de aquella lengua.
Entre otros, fueron publicados: 
- Nomes Compostos da Língua Grega (Facultad de Filosofía de Pernambuco, 1954)
- Vocabulário e Gramática da Língua Iatê, como apéndice al libro Etnología Brasileira: fulniô, os últimos tapuias, del Prof. Estêvão Pinto, publicado dentro de lacolección "Brasiliana" (vol. 285) de la Editora Nacional (1956)
- História da Literatura Latina – apreciación de la obra de Cônego Pedrosa (1948)
- Português Comercial – apreciación sobre el trabajo de Prof. Adauto Pontes (1952)
- Palestra e Ginásio (1953)
- Etimologia da Palavra "Tupã"[8] (1953)
- Morfologia Histórica do Italiano (1954)
- O Indo-europeu (1954)
- Os Dialetos da Itália (1956)
- O Substantivo Italiano (1959)
- O Dialeto Xucuru[8] (1962)
- Perfil da Língua Yathê[8] (1965)
- Processos Morfológicos e Mudanças Fonéticas (1977)
- Meios de Produção e Transmissão dos Sons da Fala na Linguagem Humana (1980)
- Universidade é reunião de valores (1980)
- Maracutaias (1990)
- Quebra-cabeças (1990)
- Pseudo-etimologias (1990).

Aún colaboró en otros trabajos, realizando traducción de términos latinos y revisión de originales.

### Inéditos
Latín
- O Latim Aplicado à Linguagem Botânica

Lingüística
- O Timbre das Vogais Médias no Falar Nordestino

Lingüística Indígena
- Arte da Língua Kariri
- Partículas do Iatê
- Seis Cartas Tupis do Brasil Holandês
- Os Índios Xucurus: resquícios de uma língua
- Os Tupis-Guaranis e os Índios em Pernambuco

### Poesías
- Por causa d’um colarinho (1942)
- Xe remirekó (1952)
- Ne te deiciant tribulationes (1955)
- HOMEMULHER (1978)[10]

## Conferencias y debates

### Conferencias
- O Papel do Aparelho Fonador na Emissão de Consoantes
- A Importância do Estudo da Entonação
- A Experiência na Pesquisa de Campo de uma Língua
- Palavras Gregas na Nomenclatura Médica, aula inaugural del curso de Máster en Anatomía Patológica de la Universidad Federal de Pernambuco (1982)

### Debates
- Seminario de Tropicologia de la Fundación Joaquim Nabuco, en 1981 (El Ensayo de Interpretación Nacional en las Letras Actuales Luso-Brasileña e Hispánicas, presentado por el escritor José Guilherme Merquior)
- Fórum de Estudios y Debates de la Universidad Federal de Pernambuco, en 1982 (La Actualidad de Virgílio, presentado por el Prof. José Lourenço de Lima)
- programa Universidad Hoy, de la TELE Universitaria-UFPe, en 1990 (Lengua y Cultura Nacional)

## Láureas
En reconocimiento por sus actividades como educador y administrador, recibió los siguientes homenajes: 
- Moción de Congratulações de la Academia Pernambucana de Letras (académico Mauro Moto), por su aprobación en el concurso para la Cátedra de Latín del Instituto de Educación de Pernambuco (1957)
- Medalla del Sesquicentenário del Ginásio Pernambucano y Homenaje Especial de la Turma del Sesquicentenário del Ginásio Pernambucano (1975)
- Medalla del Mérito Damas – 80 Años, concedida por el Colegio de las Damas de la Instrucción Cristiana (1976)
- Medalla del Mérito Educacional - clase oro, concedida por el Gobierno del Estado de Pernambuco, a través del Acto n.º 3.050, de 14 de octubre de 1978
- votos de alabanza y de congratulações por su nombramiento para el cargo de vice-rector de la Universidad Federal de Pernambuco del Consejo Estadual de Cultura (consejero Marcus Accioly), del Consejo Municipal de Cultura (consejero Lucilo Varejão Hijo), de la Cámara Municipal de Nazaré de la Mata (concejal Inácio Manoel del Nacimiento), de la Cámara Municipal del Recife (concejal Rubem Gamboa), y del Consejo Estadual de Educación (consejero Aluísio de Andrade Pereira), (1980)
- Turma Geraldo Calábria Lapenda, del Curso de Letras de la Universidad Federal de Pernambuco (1980)
- Miembro Honorário del Grupo de Estudios Lingüísticos del Sertão (1981)
- Homenajeado Especial del "I Congreso de Prevención en Saude Pública", de la "XVI Semana de Profilaxia Periodontal del Recife" y del "IV Simpósio de Terapéutica Clínica y Nutrición" (1981)
- Voto de Congratulações del Consejo Estadual de Educación (consejero Aluísio de Andrade Pereira), por la publicación de "Universidad es Reunión de Valores" (discurso de posesión en el cargo de vice-rector) (1981)
- Presidente de Honra del "I Encuentro Nacional Académico Médico Científico", promovido por la Sociedad de Iniciação Científica de los Monitores de la Facultad de Ciencias Médicas (1982)
- Título de Amigo de Pernambuco, concedido por el Programa Compañeros de Américas – Comité Pernambuco/Georgia (1982)
- Medalla de la Università di Studi di Venezia, concedida por el rector de la Universidad de Venecia/Italia (1983)
- Título de Colaborador Emérito del 7º GAC, concedido por el Mando del 7º Grupo de Artillería de Campaña (1983)
- Título de Colaborador Emérito del Ejército Brasileño, concedido por el Mando del IV Ejército (1983)
- Medalla de la Fundarpe – Año 10 (1983)
- Homenajeado Especial del "II Congreso de Prevención en Saude Pública", de la "XVIII Semana de Profilaxia Periodontal del Recife" y del "VI Simpósio de Terapéutica Clínica y Nutrición" (1983)
- Voto de Agradecimiento del Consejo de Administración de la Universidad Federal de Pernambuco (consejero Antônio Carlos Palhares Moreira Reyes), y Moción de Reconocimiento del Consejo Departamental del Centro de Ciencias de la Saude de la Universidad Federal de Pernambuco, (consejero Fernando José Costa de Aguiar), por la manera como ejerció interinamente el cargo de rector de la Universidad Federal de Pernambuco (1983)

•Título de Hermano de la Santa Casa de Misericórdia del Recife, tras solucionados los entraves entre la Santa Casa de Misericórdia del Recife y la Universidad Federal de Pernambuco (1983) 
- I Campeonato Pernambucano Universitario de Judô Profesor Geraldo Lapenda, promovido por la Federación Académica Pernambucana de Deportes (1983)
- Medalla de Ben-Gurion University of the Negev, concedida por el rector de la Universidad Ben-Gurión del Néguev /Israel (1983)
- Medalla de la Universidad Federal de Pernambuco - clase oro, Medalla Marquês de Olinda del Mérito Universitario – clase oro y Medalla Rector Joaquim Amazonas, concedidas por la Universidad Federal de Pernambuco (1983)
- Patrono, Paraninfo y Homenaje Especial en diversas turmas del Curso de Letras de la Universidad Federal de Pernambuco y de la Facultad de Filosofía del Recife (FAFIRE).
- Biblioteca Pública Municipal Geraldo Lapenda, en Carpina/PE, inaugurada en 28 de junio de 2006